# Patrick Hager
Patrick Hager (ur. 8 września 1988 w Stuttgarcie) – niemiecki hokeista, reprezentant Niemiec, dwukrotny olimpijczyk.
Jego ojciec Anton (ur. 1962) także został hokeistą.

## Kariera klubowa

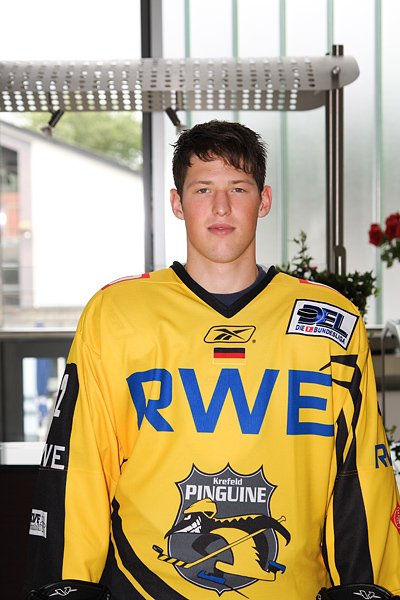
Patrick Hager w barwach Krefeld Pinguine w sezonie 2008/2009

- Starbulls Rosenheim U18 (2003-2006)
- Starbulls Rosenheim (2005-2007)
- Krefeld Pinguine (2007-2012)
- ERC Ingolstadt (2012-2015)
- Kölner Haie (2015-2017)
- EHC Red Bull Monachium (2017-)

Karierę rozwijał w klubie Starbulls Rosenheim. Od 2007 hokeista Krefeld Pinguine w lidze DEL. Od kwietnia 2012 przez trzy sezony do 2015 zawodnik ERC Ingolstadt. W listopadzie 2014 związał się kontraktem z Kölner Haie i został zawodnikiem tego klubu w 2015. Od czerwca 2017 zawodnik EHC Red Bull Monachium.

## Kariera reprezentacyjna
Został reprezentantem Niemiec. Uczestniczył w turniejach mistrzostw świata do lat 17 w 2005, do lat 18 w 2006 (Elita), mistrzostw świata juniorów do lat 20 w 2008. W barwach seniorskiej kadry Niemiec uczestniczył w turniejach mistrzostw świata 2009, 2010, 2013, 2015, 2016, 2017, 2018, 2019 oraz zimowych igrzysk olimpijskich 2018, 2022.

## Sukcesy
Reprezentacyjne
- Awans do MŚ do lat 20 Elity: 2008
- Srebrny medal zimowych igrzysk olimpijskich: 2018

Klubowe
- Złoty medal mistrzostw Niemiec: 2014 z ERC Ingolstadt
- Srebrny medal mistrzostw Niemiec: 2015 z ERC Ingolstadt, 2018 z EHC Red Bull Monachium

Indywidualne
- Mistrzostwa Świata Juniorów w Hokeju na Lodzie 2008/I Dywizja#Grupa A:
  - Drugie miejsce w klasyfikacji strzelców turnieju: 5 goli[4]
  - Trzecie miejsce w klasyfikacji asystentów turnieju: 7 asyst[5]
  - Trzecie miejsce w klasyfikacji kanadyjskiej turnieju: 12 punktów[6]
  - Pierwsze miejsce w klasyfikacji +/- turnieju: +9[7]
  - Pierwsze miejsce w klasyfikacji skuteczności wygrywanych wznowień turnieju: 79,63%[8]
- Mistrzostwa Świata w Hokeju na Lodzie 2016/Elita:
  - Jeden z trzech najlepszych zawodników reprezentacji na turnieju[9]
- Mistrzostwa Świata w Hokeju na Lodzie 2017/Elita:
  - Pierwsze miejsce w klasyfikacji minut kar w turnieju: 27 minut[10]
- Hokej na lodzie na Zimowych Igrzyskach Olimpijskich 2018 – turniej mężczyzn:
  - Piąte miejsce w klasyfikacji kanadyjskiej turnieju: 7 punktów[11]
- Mistrzostwa Świata w Hokeju na Lodzie 2018/Elita:
  - Jeden z trzech najlepszych zawodników reprezentacji w turnieju[12]
- Mistrzostwa Świata w Hokeju na Lodzie 2019/Elita:
  - Czwarte miejsce w klasyfikacji skuteczności wygrywanych wznowień: 64,29%[13]
  - Czwarte miejsce w klasyfikacji minut kar w turnieju: 22 minuty[14]